# MTV Europe Music Awards
MTV Europe Music Awards er et TV-musikarrangement, der arrangeres af MTV. Showet fandt første gang sted i 1994, og blev i 2006 afholdt i København.

## MTV Europe Music Awards-værtsbyer
| År   | Dato         | Værtsby   | Vært                        |
| ---- | ------------ | --------- | --------------------------- |
| 1994 | 24 november  | Berlin    | Tom Jones                   |
| 1995 | 23. november | Paris     | Jean Paul Gaultier          |
| 1996 | 14. november | London    | Robbie Williams             |
| 1997 | 6. november  | Rotterdam | Ronan Keating               |
| 1998 | 12. november | Milano    | Jenny McCarthy              |
| 1999 | 11. november | Dublin    | Ronan Keating               |
| 2000 | 16. november | Stockholm | Wyclef Jean                 |
| 2001 | 8. november  | Frankfurt | Sacha Baron Cohen som Ali G |
| 2002 | 14. november | Barcelona | Sean Combs                  |
| 2003 | 6. november  | Edinburgh | Christina Aguilera          |
| 2004 | 18. november | Rom       | Xzibit                      |
| 2005 | 3. november  | Lissabon  | Borat                       |
| 2006 | 2. november  | København | Justin Timberlake           |
| 2007 | 1. november  | München   | Snoop Dogg                  |
| 2008 | 6. november  | Liverpool | Katy Perry                  |
| 2009 | 5. november  | Berlin    | Katy Perry                  |
| 2010 | 7. november  | Madrid    | Eva Longoria                |
| 2011 | 6. november  | Belfast   | Selena Gomez og Paul Clark  |
| 2012 | 11. november | Frankfurt | Heidi Klum og Ludacris      |
| 2013 | 10. november | Amsterdam | Redfoo                      |
| 2014 | 9.november   | Glasgow   | Nicki Minaj                 |
| 2015 | 25. oktober  | Milano    | Ed Sheeran & Ruby Rose      |
| 2016 | 6. november  | Rotterdam | Bebe Rexha                  |
| 2017 | 12. november | London    | Rita Ora                    |
| 2018 | 4. november  | Bilbao    | Hailee Steinfeld            |

## Prisvindere

### 1994
- Best Male: Bryan Adams
- Best Female: Mariah Carey
- Best Group: Take That
- Best Rock: Aerosmith
- Best Dance: The Prodigy
- Best Song: Youssou N'Dour & Neneh Cherry, "7 Seconds"
- Best Director: Mark Pellington – Whale's "Hobo Humpin' Slobo Babe"
- Best Cover Song: Gun, "Word Up"
- Breakthrough Artist: Crash Test Dummies
- Free Your Mind: Amnesty International

### 1995
- Best Male: Michael Jackson
- Best Female: Björk
- Best Group: U2
- Best Rock: Bon Jovi
- Best Dance: East 17
- Best Live Act: Take That
- Best Song: The Cranberries, "Zombie"
- Best Director: Michel Gondry – Massive Attack's "Protection"
- Breakthrough Artist: Dog Eat Dog
- Free Your Mind: Greenpeace

### 1996
- Best Male: George Michael
- Best Female: Alanis Morissette
- Best Group: Oasis
- Best Rock: The Smashing Pumpkins
- Best Dance: The Prodigy
- Best Song: Oasis, "Wonderwall"
- MTV Select: Backstreet Boys, "Get Down (You're the One for Me)"
- Breakthrough Artist: Garbage
- Free Your Mind: The Buddies & Carers of Europe

### 1997
- Best Male: Jon Bon Jovi
- Best Female: Janet Jackson
- Best Group: Spice Girls
- Best Rock: Oasis
- Best R&B: Blackstreet
- Best Rap: Will Smith
- Best Alternative: The Prodigy
- Best Dance: The Prodigy
- Best Live Act: U2
- Best Song: Hanson, "MMMBop"
- MTV Select: Backstreet Boys, "As Long As You Love Me"
- Breakthrough Artist: Hanson
- Free Your Mind: Landmine Survivors Network

### 1998
- Best Male: Robbie Williams
- Best Female: Madonna
- Best Group: Spice Girls
- Best Pop: Spice Girls
- Best Rock: Aerosmith
- Best Rap: Beastie Boys
- Best Dance: The Prodigy
- Best Song: Natalie Imbruglia, "Torn"
- Best Video: Massive Attack, "Tear Drop"
- Best Album: Madonna, Ray of Light
- Breakthrough Artist: All Saints
- Free Your Mind: B92 (independent Serbian radio station)
- Best German Act: Thomas D & Franka Potente
- Best Nordic Act: Eagle Eye Cherry
- Best South European Act: Bluvertigo
- Best UK & Ireland Act: 5ive

### 1999
- Best Male: Will Smith
- Best Female: Britney Spears
- Best Group: Backstreet Boys
- Best Pop: Britney Spears
- Best Rock: The Offspring
- Best R&B: Whitney Houston
- Best Hip Hop: Eminem
- Best Dance: Fatboy Slim
- Best Song: Britney Spears, "...Baby One More Time"
- Best Video: Blur, "Coffee & TV"
- Best Album: Boyzone, By Request
- Breakthrough Artist: Britney Spears
- Free Your Mind: Bono
- Best German Act: Xavier Naidoo
- Best UK & Ireland Act: Boyzone (Daily Edition)
- Best Nordic Act: Lene Marlin
- Best Italian Act: Elio e le Storie Tese

### 2000
- Best Male: Ricky Martin
- Best Female: Madonna
- Best Group: Backstreet Boys
- Best Pop: All Saints
- Best Rock: Red Hot Chili Peppers
- Best R&B: Jennifer Lopez
- Best Hip Hop: Eminem
- Best Dance: Madonna
- Best Song: Robbie Williams, "Rock DJ"
- Best Video: Moby, "Natural Blues" (Director: David La Chapelle)
- Best Album: Eminem, The Marshall Mathers LP
- Best New Act: Blink 182
- Free Your Mind Award: Otpor
- Best Dutch Act: Kane
- Best French Act: Modjo
- Best German Act: Guano Apes
- Best Italian Act: Subsonica
- Best Nordic Act: Bomfunk MC's
- Best Polish Act: Kazik
- Best Spanish Act: Dover
- Best UK & Ireland Act: Westlife

### 2001
- Best Male: Robbie Williams
- Best Female: Jennifer Lopez
- Best Group: Limp Bizkit
- Best Pop: Anastacia
- Best Rock: Blink 182
- Best R&B: Craig David
- Best Hip Hop: Eminem
- Best Dance: Gorillaz
- The Web Award: Limp Bizkit "[www.limpbizkit.com]"
- Best Song: Gorillaz, "Clint Eastwood"
- Best Video: The Avalanches, "Since I Left You" (Director: Rob Legatt & Leigh Marling, Blue Source)
- Best Album: Limp Bizkit, Chocolate Starfish And The Hot Dog Flavored Water
- Best New Act: Dido
- Free Your Mind: Treatment Action Campaign (TAC)
- Best Dutch Act: Kane
- Best French Act: Manu Chao
- Best German Act: Samy Deluxe
- Best Italian Act: Elisa
- Best Nordic Act: Safri Duo
- Best Polish Act: Kasia Kowalska
- Best Russian Act: Alsou
- Best Spanish Act: La Oreja de Van Gogh
- Best UK & Ireland Act: Craig David

### 2002
- Best Male: Eminem
- Best Female: Jennifer Lopez
- Best Group: Linkin Park
- Best Pop: Kylie Minogue
- Best Rock: Red Hot Chili Peppers
- Best Hard Rock: Linkin Park
- Best R&B: Alicia Keys
- Best Hip Hop: Eminem
- Best Dance: Kylie Minogue
- Best Live Act: Red Hot Chili Peppers
- The Web Award: Moby "www.moby.com"
- Best Song: Pink, "Get the Party Started"
- Best Video: Röyksopp, "Remind Me"
- Best Album: Eminem, The Eminem Show
- Best New Act: The Calling
- Free Your Mind: Footballers Against Racism in Europe (FARE)
- Best Dutch Act: Brainpower
- Best French Act: Indochine
- Best German Act: Xavier Naidoo
- Best Italian Act: Subsonica
- Best Nordic Act: Kent
- Best Polish Act: Myslovitz
- Best Portuguese Act: Blind Zero
- Best Romanian Act: Animal X
- Best Russian Act: Diskoteka Avariya
- Best Spanish Act: Amaral
- Best UK & Ireland Act: Coldplay

### 2003
- Best Male: Justin Timberlake
- Best Female: Christina Aguilera
- Best Group: Coldplay
- Best Pop: Justin Timberlake
- Best Rock: The White Stripes
- Best R&B: Beyoncé
- Best Hip Hop: Eminem
- Best Dance: Panjabi MC
- The Web Award: Goldfrapp "www.goldfrapp.co.uk"
- Best Song: Beyoncé featuring Jay-Z, "Crazy in Love"
- Best Video: Sigur Rós, "Untitled 1"
- Best Album: Justin Timberlake, Justified
- Best New Act: Sean Paul
- Free Your Mind: Aung San Suu Kyi (Politics)
- Best Dutch Act: Tiesto
- Best French Act: KYO
- Best German Act: Die Ärzte
- Best Italian Act: Gemelli Diversi
- Best Nordic Act: The Rasmus
- Best Polish Act: Myslovitz
- Best Portuguese Act: Blind Zero
- Best Romanian Act: AB4
- Best Russian Act: Glucoza
- Best Spanish Act: El Canto del Loco
- Best MTV2 Act – UK & Ireland: The Darkness

### 2004
- Best Male: Usher
- Best Female: Britney Spears
- Best Group: Outkast
- Best Pop: Black Eyed Peas
- Best Rock: Linkin Park
- Best R&B: Alicia Keys
- Best Hip Hop: D12
- Best Alternative: Muse
- Best Song: Outkast, "Hey Ya!"
- Best Video: Outkast "Hey Ya!"
- Best Album: Usher, Confessions
- Best New Act: Maroon 5
- Free Your Mind: La Strada
- Best Dutch & Belgian Act: Kane
- Best French Act: Jenifer
- Best German Act: Beatsteaks
- Best Italian Act: Tiziano Ferro
- Best Nordic Act: The Hives
- Best Polish Act: Sistars
- Best Portuguese Act: Da Weasel
- Best Romanian Act: Ombladon featuring Raku
- Best Russian Act: Zveri
- Best Spanish Act: Enrique Bunbury
- Best MTV2 Act – UK & Ireland: Muse

### 2005
- Best Male: Robbie Williams
- Best Female: Shakira
- Best Group: Gorillaz
- Best Pop: Black Eyed Peas
- Best Rock: Green Day
- Best R&B: Alicia Keys
- Best Hip-Hop: Snoop Dogg
- Best Alternative: System of a Down
- Best Song: Coldplay, "Speed of Sound"
- Best Video: The Chemical Brothers, "Believe"
- Best Album: Green Day, American Idiot
- Best New Act: James Blunt
- Free Your Mind: Bob Geldof
- Best Act – MTV Adria: Siddharta
- Best African Act: 2 face Idibia
- Best Danish Act: Mew
- Best Dutch and Belgian Act: Anouk
- Best Finnish Act: The Rasmus
- Best French Act: Superbus
- Best German Act: Rammstein
- Best Italian Act: Negramaro
- Best Norwegian Act: Turbonegro
- Best Polish Act: Sistars
- Best Portuguese Act: The Gift
- Best Spanish Act: El Canto del Loco
- Best Swedish Act: Moneybrother
- Best Romanian Act: Voltaj
- Best Russian Act: Dima Bilan
- Best UK & Ireland Act: Coldplay

### 2006
- Best Male: Justin Timberlake
- Best Female: Christina Aguilera
- Best Group: Depeche Mode
- Best Pop: Justin Timberlake
- Best Rock: The Killers
- Best R&B: Rihanna
- Best Hip-Hop: Kanye West
- Best Alternative: Muse
- Best Song: Gnarls Barkley, "Crazy"
- Best Video: Justice vs. Simian, "We Are Your Friends"
- Best Album: Red Hot Chili Peppers, Stadium Arcadium
- Future Sounds: Gnarls Barkley
- Best Adriatic Act: Aleksandra Kovač
- Best African Act: Freshlyground (Sydafrika)
- Best Baltic Act: Brainstorm
- Best Danish Act: Outlandish
- Best Dutch and Belgian Act: Anouk
- Best Finnish Act: Poets of the Fall
- Best French Act: Diam's
- Best German Act: Bushido
- Best Italian Act: Finley
- Best Norwegian Act: Marit Larsen
- Best Polish Act: Blog 27
- Best Portuguese Act: Moonspell
- Best Romanian Act: DJ Project
- Best Russian Act: Dima Bilan
- Best Spanish Act: La Excepción
- Best Swedish Act: Snook
- Best UK and Ireland Act: The Kooks

### 2007
- Album: Nelly Furtado, Loose
- Inter Act: Tokio Hotel
- Artist's Choice (valgt af MTV): Amy Winehouse
- Most Addictive Track: Avril Lavigne, Girlfriend
- Video Star (valgt af MTV): Justice, D.A.N.C.E
- Rock Out: 30 Seconds to Mars
- Band: Linkin Park
- Ultimate Urban: Rihanna
- Headliner: Muse
- Solo: Avril Lavigne
- New Sounds of Europe: Bedwetters (Estland)
- Best Adriatic Act: Van Gogh (Serbien)
- Best African Act: d'banj
- Best Arab Act: Elissa
- Best Baltic Act: Jurga
- Best Danish Act: Nephew
- Best Dutch and Belgian Act: Within Temptation (Holland)
- Best Finnish Act: Negative
- Best French Act: Justice
- Best German Act: Bushido
- Best Hungarian Act: Ákos
- Best Italian Act: J-Ax
- Best Norwegian Act: El Axel
- Best Polish Act: Doda
- Best Portuguese Act: Da Weasel
- Best Romanian Act: Andreea Bănică
- Best Russian Act: Dima Bilan
- Best Spanish Act: Violadores del Verso
- Best Swedish Act: Neverstore
- Best Turkish Act: Ceza
- Best UK & Ireland Act: Muse
- Best Ukrainian Act: Lama
- Free Your Mind: Anton Abele, Bevara oss från gatuvåldet

### 2008
- Best Act of 2008: Britney Spears
- Most Addictive Track: Pink – "So What"
- Video Star: 30 Seconds to Mars – "A Beautiful Lie"
- Album of the Year: Britney Spears – Blackout
- Best New Act: Katy Perry
- Rock Out: 30 Seconds to Mars
- Ultimate Urban: Kanye West
- Best Headliner: Tokio Hotel
- Europe's Favourite Act: Emre Aydın
- Best Act Ever: Rick Astley
- Artists' Choice: Lil' Wayne
- Ultimate Legend Award: Sir Paul McCartney
- Best Arabian Act: Karl Wolf
- Best Adriatic Act: Elvir Laković Laka
- Best Baltic Act: Happyendless
- Best Danish Act: Suspekt
- Best Dutch & Belgian Act: De Jeugd van Tegenwoordig
- Best Finnish Act: Nightwish
- Best French Act: Zaho
- Best German Act´: Fettes Brot
- Best Greek Act: Stereo Mike
- Best Hungarian Act: Gonzo
- Best Israeli Act: Shiri Maimon
- Best Italian Act: Finley
- Best Norwegian Act: Erik og Kriss
- Best Polish Act: Feel
- Best Portuguese Act: Buraka Som Sistema
- Best Romanian & Moldovian Act: Morandi
- Best Russian Act: Dima Bilan
- Best Spanish Act: Amaral
- Best Swedish Act: Neverstore
- Best Turkish Act: Emre Aydın
- Best Ukrainian Act: Quest Pistols
- Best UK & Ireland Act: Leona Lewis